# Charles Dacre Parsons
Charles Dacre Parsons, né le 13 avril 1933 à Cambridge (Massachusetts) où il meurt le 19 avril 2024, est un philosophe et mathématicien américain.

## Biographie
Charles Parsons étudie les mathématiques à l'université Harvard à partir de 1950 avec un baccalauréat summa cum laude en 1953. Il étudie ensuite la philosophie au King's College (Cambridge) en 1954-55 et à Harvard avec une maîtrise en 1956 et un doctorat (Ph.D.) sous la supervision de  Willard van Orman Quine en 1961 (titre de la thèse : On Constructive Interpretation of Predicative Mathematics). De 1958 à 1961, Parsons est Junior fellow à Harvard. À partir de 1961, il est professeur assistant de philosophie à l'université Cornell, puis à partir de 1962, à Harvard, et en 1965, il devient professeur associé, et en 1969, professeur à l'université Columbia ; il a présidé le département de philosophie de 1976 à 1979, et de 1985 à 1989. En 1989, il devient professeur à l'université Harvard, où il devient professeur Edgar Pierce en 1991. En 2005, il devient professeur émérite.
De plus, entre 2002 et 2009, il est plusieurs fois professeur invité à l'université de Californie à Los Angeles. Il a également été professeur invité et chercheur invité à l’université Rockefeller, à l'université de Heidelberg, à Yale, à l'université de Pittsburgh, à Padoue et à Chicago. De 1979 à 1980, il a été chercheur invité au All Souls College d'Oxford et, en 1986/87, il est Guggenheim fellow.
De 1966 à 1990, Charles Parsons est rédacteur en chef adjoint du Journal of Philosophy, dont il est ensuite devenu rédacteur en chef consultatif. Il est rédacteur en chef adjoint du Bulletin of Symbolic Logic de 1994 à 1998 et rédacteur en chef adjoint du Journal of Symbolic Logic de 1980 à 1986. À partir de 1992, il est membre du comité de rédaction de Philosophia Mathematica et de 1978 à 1994 du Journal of Philosophical Logic. De 1989 à 1992, il a été président de l'Association for Symbolic Logic.
Charles Parsons a publié sur la logique mathématique, la philosophie des mathématiques et de la logique, la philosophie du langage, sur Emmanuel Kant et sur des personnalités historiques qui ont étudié les fondements des mathématiques telles que Gottlob Frege, David Hilbert, Willard van Orman Quine et Kurt Gödel. Avec Solomon Feferman et d'autres, il a été l'éditeur de certains  volumes des Œuvres complètes de Gödel. En 2011, il a coédité les écrits de Hao Wang avec Montgomery Link.
En 2017, Charles Parsons est conférencier Gödel. Il est fellow de l'American academy of arts and sciences depuis 1982. Membre titulaire de l'Institut International de Philosophie, 2001-13, membre émérite depuis. Membre étranger de l'Académie norvégienne des sciences et des lettres depuis 2002.

## Écrits
Ouvrages
- Mathematics in Philosophy: Selected Essays, Cornell University Press 1983, 2005 (recueil d'essais)
- Mathematical Thought and its Objects, Cambridge University Press, 2008
- From Kant to Husserl: Selected Essays, Cambridge University Press et Harvard University Press, 2012 (recueil d'essais)
- Philosophy of Mathematics in the Twentieth Century: Selected Essays, Harvard University Press 2014 (recueil d'essais)

Articles (sélection)
- « Gödel and philosophical idealism », Philosophia Mathematica (3), vol. 18,‎ 2010, p. 166-192
- « Analyticity for realists », dans Juliette Kennedy (éd.), Interpreting Gödel, Cambridge University Press, 2014, p. 131–150
- « Developing arithmetic in set theory without infinity: Some historical remarks », History and Philosophy of Logic, vol. 8,‎ 1987, p. 201-213
- « The structuralist view of mathematical objects », Synthesis, vol. 84,‎ 1990, p. 303-346
- « The uniqueness of the natural numbers », Iyyun: The Jerusalem Philosophical Quarterly, vol. 39,‎ 1990, p. 13-44
- « Infinity and a critical view of logic », Inquiry: An Interdisciplinary Journal of Philosophy, vol. 58,‎ 2015, p. 1-19